# Камінський парк
Камі́нський парк — парк-пам'ятка садово-паркового мистецтва місцевого значення в Україні. Розташований у селі Камінь Конотопського району Сумської області. 
Увійшов до складу регіонального ландшафтного парку «Сеймський».

## Загальні відомості
Площа 3,9 га. Оголошений як парк-пам'ятка садово-паркового мистецтва місцевого значення рішенням Сумського облвиконкому обласної ради від 31.12.1980 року № 704. Перебуває у віданні: Камінська с/р. 
Старий поміщицький парк на схилах до річки Клевень біля місця її впадіння у Сейм. Парк створений у ХІХ столітті. Серед насаджень: сосна кримська та сосна Веймутова, туя західна, скумпія, модрина, бархат амурський, горіх маньчжурський тощо..